# Nekrolog 1191
Nekrolog
◄◄
| ◄
| 1187
| 1188
| 1189
| 1190
| 1191 | 1192 | 1193 | 1194 | 1195 | ► | ►►
Weitere Ereignisse | Allgemeiner Nekrolog 1191
Die Beschreibung der verstorbenen Person sollte so kurz wie möglich gehalten sein und nur deren signifikante Tätigkeit(en) enthalten.
Neue Namen ggf. auch unter dem Geburts- und Sterbedatum, also etwa unter 1. Januar und im Geburts- und Sterbejahr (2024) eintragen (nur bei entsprechender großer Wichtigkeit). Für Beispiele siehe die schon vorhandenen Artikel.
Außerdem über die fünf zuletzt Verstorbenen, zu denen es einen ausreichend guten Artikel für eine Präsentation auf der Hauptseite gibt, nach der todesbedingten Überarbeitung der Artikel ggf. auch unter Wikipedia Diskussion:Hauptseite informieren und sie am besten auch in den anderen Wikipedia-Sprachversionen eintragen. Tipp: Regelmäßig bei news.google.de nach „ist tot“, „gestorben“ oder „verstorben“ suchen.
Wenn eine Person gestorben ist, gibt es viele Seiten zu dieser Person in der Wikipedia, die davon auch betroffen sind und entsprechend aktualisiert werden müssen. Beispiele: Namenübersichtsseite, Geburtsjahr, Geburtsort-Seiten und viele mehr.
Wie finde ich die betroffenen Seiten?
Im Suchfeld auf der linken Seite gibt man den Suchbegriff so ein: „Vorname Nachname“. Dann klickt man auf Volltext und alle Seiten mit entsprechendem Suchtext werden aufgerufen. Hier sieht man dann schnell, wo auch das Todesjahr Sinn macht oder sogar ein Teil des Artikels angepasst werden muss. Auch hilft das „Werkzeug“ auf der linken Seite sehr gut, um solche Seiten aufzufinden: „Links auf diese Seite“. Somit ist die Wikipedia wieder aktuell in allen Bereichen! Hinweis: bei Eintragung der Kategorie „Gestorben JAHR“ wird der Missbrauchsfilter 49 ausgelöst, was jedoch nicht schlimm ist. Siehe: Spezial:Missbrauchsfilter/49
Dies ist eine Liste von im Jahr 1191 verstorbenen bekannten Persönlichkeiten. Die Einträge erfolgen innerhalb der einzelnen Daten alphabetisch sortiert. Tiere sind im Nekrolog für Tiere zu finden.

## Januar
| Tag        | Name  | Beruf, bekannt als          | Alter | Beleg |
| ---------- | ----- | --------------------------- | ----- | ----- |
| 14. Januar | Berno | erster Bischof von Schwerin |       |       |

## März
| Tag      | Name           | Beruf, bekannt als                                 | Alter | Beleg |
| -------- | -------------- | -------------------------------------------------- | ----- | ----- |
| 26. März | Agnes von Loon | Herzogin von Bayern; Stammmutter der Wittelsbacher |       |       |
| März     | Clemens III.   | Papst (1187–1191)                                  |       |       |

## Juni
| Tag      | Name                | Beruf, bekannt als                                  | Alter | Beleg |
| -------- | ------------------- | --------------------------------------------------- | ----- | ----- |
| 1. Juni  | John the Chanter    | englischer Geistlicher, Bischof von Exeter          |       |       |
| 1. Juni  | Philipp I.          | Graf von Flandern                                   |       |       |
| 30. Juni | Johann I.           | Graf von Ponthieu                                   |       |       |
| Juni     | Richard de Camville | englischer Baron und Kreuzfahrer, Regent von Zypern |       |       |

## Juli
| Tag      | Name                         | Beruf, bekannt als                                 | Alter | Beleg |
| -------- | ---------------------------- | -------------------------------------------------- | ----- | ----- |
| 3. Juli  | Albéric Clément              | Herr von Le Mez Maréchal, Marschall von Frankreich |       |       |
| 7. Juli  | Johann I. von Arcis          | Herr von Arcis-sur-Aube                            |       |       |
| 7. Juli  | Jutta Claricia von Thüringen | Landgräfin von Thüringen                           |       |       |
| 27. Juli | Rotrou IV.                   | Graf von Le Perche                                 |       |       |

## August
| Tag        | Name                     | Beruf, bekannt als                                                 | Alter | Beleg |
| ---------- | ------------------------ | ------------------------------------------------------------------ | ----- | ----- |
| 3. August  | Al-Kāsānī                | islamischer Rechtswissenschaftler der hanafitischen Lehrrichtung   |       |       |
| 5. August  | Rudolf von Zähringen     | Erzbischof von Mainz                                               |       |       |
| 13. August | Philipp I. von Heinsberg | Erzbischof des Erzbistums Köln, Erzkanzler von Italien (1167–1191) |       |       |

## September
| Tag          | Name              | Beruf, bekannt als                          | Alter | Beleg |
| ------------ | ----------------- | ------------------------------------------- | ----- | ----- |
| 7. September | Jakob von Avesnes | französischer Kreuzritter, Herr von Avesnes |       |       |
| 9. September | Konrad III. Otto  | Markgraf von Mähren und Herzog von Böhmen   |       |       |

## Oktober
| Tag         | Name      | Beruf, bekannt als                                         | Alter | Beleg |
| ----------- | --------- | ---------------------------------------------------------- | ----- | ----- |
| 15. Oktober | Rudolf I. | Graf von Clermont-en-Beauvaisis, Connétable von Frankreich |       |       |

## November
| Tag          | Name               | Beruf, bekannt als                                                        | Alter | Beleg |
| ------------ | ------------------ | ------------------------------------------------------------------------- | ----- | ----- |
| 26. November | Widukind von Rheda | Kreuzritter und Stifter des Klosters Marienfeld                           |       |       |
| 30. November | Eberhard von Kumbd | Seliger Subdiakon                                                         |       |       |
| November     | Raoul I. de Coucy  | Herr von Coucy, Marle, Vervins, Pinon, Crépy, Crécy-sur-Serre und La Fère |       |       |

## Dezember
| Tag          | Name                  | Beruf, bekannt als                                                          | Alter | Beleg |
| ------------ | --------------------- | --------------------------------------------------------------------------- | ----- | ----- |
| 15. Dezember | Welf VI.              | Markgraf von Tuszien, Herzog von Spoleto; Begründer des Klosters Steingaden |       |       |
| 25. Dezember | Reginald fitz Jocelin | englischer Prälat                                                           |       |       |

## Datum unbekannt
| Tag | Name                            | Beruf, bekannt als                                          | Alter | Beleg |
| --- | ------------------------------- | ----------------------------------------------------------- | ----- | ----- |
|     | Adam I. de Beaumont             | Herr von Beaumont-en-Gâtinais, Großkämmerer von Frankreich  |       |       |
|     | Anséric II. von Montréal        | Herr von Montréal                                           |       |       |
|     | Erhard I. von Chacenay          | Burgherr von Chacenay (Haus Chacenay) in der Champagne      |       |       |
|     | Gruffydd Maelor I               | Fürst von Powys (Wales)                                     |       |       |
|     | Guido III. von Châtillon        | Herr von Châtillon, Troissy, Montjay und Crécy              |       |       |
|     | Hellin de Wavrin                | Herr von Wavrin, Seneschall von Flandern                    |       |       |
|     | Heraclius von Caesarea          | Erzbischof von Caesarea, Patriarch von Jerusalem            |       |       |
|     | Hugo V.                         | Vizegraf von Châteaudun                                     |       |       |
|     | Mór Ní Tuathail                 | irische Adlige und Königin von Leinster                     |       |       |
|     | Pseudo-Alexios II.              | byzantinischer Usurpator gegen Kaiser Isaak II. in Phrygien |       |       |
|     | Robert I. de Boves              | Herr von Boves                                              |       |       |
|     | Robert V.                       | Herr von Béthune, Richebourg, Varneston und Chocques        |       |       |
|     | Roger de Wavrin                 | Bischof von Cambrai und Kreuzfahrer                         |       |       |
|     | Ruprecht III.                   | Graf von Nassau                                             |       |       |
|     | Shun'e                          | japanischer Dichter                                         |       |       |
|     | Siegfried I.                    | römisch-katholischer Bischof von Cammin                     |       |       |
|     | Schihab ad-Din Yahya Suhrawardi | islamischer Mystiker                                        |       |       |
|     | Theobald V.                     | Graf von Blois und Graf von Chartres                        |       |       |
|     | Wilhelm V.                      | Markgraf von Montferrat                                     |       |       |